# Arthroleptella
Arthroleptella és un gènere de granotes de la família Petropedetidae.

## Taxonomia
- Arthroleptella bicolor
- Arthroleptella drewesii
- Arthroleptella hewitti
- Arthroleptella landdrosia
- Arthroleptella lightfooti
- Arthroleptella ngongoniensis
- Arthroleptella subvoce
- Arthroleptella villiersi